# Nihon Shipyard
Der Schiffbaukonzern Nihon Shipyard Co.,Ltd (japanisch 日本シップヤード株式会社, kurz NSY) ist mit mehreren Standorten eines der größten japanischen Schiffsbauunternehmen.

## Geschichte
Nachdem die japanische Schiffbauindustrie in den 1970ern weltweit an erster Stelle der Schiffbauländer lag, stiegen die Marktanteile der Mitbewerber bei Neuaufträgen seit den 1990er Jahren kontinuierlich, zunächst durch den aufstrebenden Werftensektor in Südkorea, und später zusätzlich durch das heute führende China. Japans Schiffbauindustrie liegt inzwischen (2023) an dritter Stelle. Gemessen an der Tragfähigkeit der abgelieferten Neubauten verzeichneten die japanischen Schiffbauer im Jahr 2020 einen Rückgang ihres Marktanteils von 22,5 % auf 18,4 %. Im japanischen Schiffbausektor führte die Entwicklung zu einer Reihe von Übernahmen und Zusammenschlüssen.
Nachdem Imabari Shipbuilding und Japan Marine United am 27. März 2020 eine Vereinbarung über ein neu zu gründendes Dachunternehmen unterzeichnet hatten, wurde das Unternehmen zum 1. Januar 2021 als Joint Venture der beiden Schiffbauunternehmen gegründet. JMU hält 49 % der Anteile des neuen Dachunternehmens und Imabari 51 %. Zusätzlich übernahm Imabari Shipbuilding einen 30-prozentigen Aktienanteil an JMU an der JFE Holdings und IHI jeweils weitere 35 % halten.
Nihon Shipyard bietet Handelsschiffen aller Art mit Ausnahme von LNG-Tankern an, wobei sich Nihon sich auf die Konzernkoordination konzentriert und die Schiffsentwürfe sowie die Vermarktung übernimmt während die einzelnen Werften die detaillierten Bauunterlagen erstellen und den eigentlichen Bau der Schiffe durchführen.